# Nastri d'argento 1979
Els Nastri d'argento 1979 foren la 34a edició de l'entrega dels premis Nastro d'Argento (Cinta de plata) que va tenir lloc el 1979.

## Guanyadors

### Millor director
- Ermanno Olmi - L'albero degli zoccoli

### Millor director novell
- Salvatore Nocita - Ligabue

### Millor productor
- Rai - pel conjunt de la seva producció

### Millor argument original
- Ermanno Olmi - L'albero degli zoccoli

### Millor guió
- Ermanno Olmi - L'albero degli zoccoli

### Millor actor protagonista
- Flavio Bucci - Ligabue

### Millor actriu protagonista
- Mariangela Melato - Dimenticare Venezia

### Millor actor debutant
- No fou concedit

### Millor actriu no protagonista
- Lea Massari - Cristo si è fermato a Eboli

### Millor actor no protagonista
- Vittorio Mezzogiorno - Il giocattolo

### Millor banda sonora
- Nino Rota (in memoria) - Prova d'orchestra

### Millor fotografia
- Ermanno Olmi - L'albero degli zoccoli

### Millor vestuari
- Francesca Zucchelli - L'albero degli zoccoli

### Millor escenografia
- Luigi Scaccianoce - Dimenticare Venezia

### Millor pel·lícula estrangera
- Ingmar Bergman - Sonata de tardor (Höstsonaten)

### Director del millor curtmetratge
- Max Massimino Garnier i Pavao Stalter - Spirito benigno

### Premi Pietro Bianchi
- Mario Soldati